# José Luis Gavidia
José Luis Gavidia, né à Chota le 14 octobre 1958, est un contre-amiral et homme politique péruvien.
Il est ministre de la Défense dans le troisième et quatrième gouvernement du président de la République Pedro Castillo entre le 1er février et le 24 août 2022.

## Biographie

### Parcours dans la Marine
José Luis Gavidia est né à Chota, dans le département de Cajamarca, le 14 octobre 1958.
José Gavidia est titulaire d'une maîtrise en administration maritime, portuaire et halieutique et d'un diplôme en sécurité et défense nationale. Au cours de son expérience militaire au sein de la Marine péruvienne, il étudie différents domaines comme l'ingénierie aéronautique, des cours commandement et d'état-major, cours d'études supérieures en politique et stratégie.
Il a occupé les fonctions d'Inspecteur général (2012) et Directeur Général de l'Economie de la Marine (2013). Il a également été Représentant permanent suppléant du Pérou auprès de l'Organisation maritime internationale de 2014 à janvier 2016.

### Parcours politique
Le 1er février 2022, José Luis Gavidia est nommé ministre de la Défense au sein du troisième gouvernement de Pedro Castillo. Il est reconduit dans ses fonctions au sein du quatrième gouvernement.
Le 18 août 2022, il démissionne du gouvernement de Pedro Castillo, évoquant des raisons personnelles. Néanmoins, Gavidia était visé par plusieurs enquêtes, notamment pour détournement de fonds, violences et agressions contre des femmes, et conflit d'intérêts en raison d'un contrat de sa femme avec le ministère de la Production.